# Statendam (Geertruidenberg)
Statendam is een buurtschap in de gemeente Geertruidenberg in de Nederlandse provincie Noord-Brabant. Het ligt ten zuiden van Geertruidenberg aan het Noordergat. De buurtschap bestaat uit het gelijknamige industrieterrein.
Hoofdplaats: Geertruidenberg      Dorpen: Raamsdonksveer · Raamsdonk

Buurtschappen: De Bergen · De Laan · Keizersveer · Statendam

Noord-Brabant: Steden en dorpen      Nederland: Provincies · Gemeenten